# Доставалов, Вячеслав Валерьевич
Вячеслав Валерьевич Доставалов (род. 29 октября 1971, Курган) — председатель Арбитражного суда Курганской области.

## Биография
Вячеслав Валерьевич Доставалов родился 29 октября 1971 года в городе Кургане Курганской области.
В 1999 году окончил Омский государственный университет имени Ф. М. Достоевского по специальности «юриспруденция».
Работал начальником правового управления, являясь одновременно заместителем руководителя аппарата Администрации (Правительства) Курганской области. Распоряжением Губернатора Курганской области от 01.11.2006 года № 342-рл присвоен классный чин «действительный государственный советник Курганской области 3 класса».
В Арбитражном суде Курганской области работает с 2007 года.
Указом Президента Российской Федерации от 6 декабря 2007 года № 1641 назначен первым заместителем председателя Арбитражного суда Курганской области на трехлетний срок полномочий.
Решением Высшей квалификационной коллегии судей Российской Федерации от 14 июля 2008 года присвоен второй квалификационный класс судьи.
Указом Президента Российской Федерации от 4 февраля 2011 года № 149 назначен заместителем председателя Арбитражного суда Курганской области на шестилетний срок полномочий.
Указом Президента Российской Федерации от 22 октября 2015 года № 531 назначен председателем Арбитражного суда Курганской области.
Решением Высшей квалификационной коллегии судей Российской Федерации от 20 ноября 2017 года присвоен Первый квалификационный класс судьи.